# Men of the Desert
Men of the Desert is een Amerikaanse western uit 1917 onder regie van W.S. Van Dyke. Destijds werd de film in Nederland uitgebracht onder de titel Mannen der woestijn.

## Verhaal
De rondzwervende cowboy Jack komt terecht in een stad die verscheurd wordt door een vete tussen veeboeren en schaapherders. Hij aanvaardt de uitdaging van de sheriff om er orde op zaken te stellen. Bij een bestorming van de gevangenis door veeboeren raakt hij zwaargewond. De dochter van een veeboer neemt Jack mee naar haar hut om hem te verzorgen. Wanneer de veeboeren hun schuilplaats ontdekken, worden ze gered door herders.

## Rolverdeling
| Acteur         | Personage |
| -------------- | --------- |
| Jack Gardner   | Jack      |
| Ruth King      | May       |
| Carl Stockdale | Mason     |